# Sam Posey
Samuel Felton Posey Jr, detto Sam (New York, 26 maggio 1944), è un ex pilota automobilistico e giornalista statunitense.

## Carriera

### Gli inizi
Rimasto orfano di padre durante la seconda guerra mondiale, Posey cominciò ad appassionarsi all'automobilismo fin da giovanissimo e nel 1959 fece il suo debutto nelle competizioni guidando una monoposto di Formula Junior. Nel 1965 ottenne poi ottimi risultati in Formula Vee, prima di affermarsi nelle gare per vetture sport. L'anno seguente fece anche il suo debutto alla 24 Ore di Le Mans, ma venne squalificato. Contemporaneamente partecipò ai campionati CanAm e Trans Am, ottenendo in quest'ultimo un successo in una gara in Maryland e rivelando una grande versatilità di guida. Anche negli anni a seguire partecipò a corse di diverse categorie, conquistando nel 1968 i primi punti nella CanAm, in cui concluse nono. In quegli anni partecipò poi spesso alla 24 Ore di Daytona e alla 12 Ore di Sebring, pur senza mai ottenere risultati rilevanti.
Nel 1969 continuò a gareggiare nel campionato Trans Am cogliendo l'unica vittoria del suo team, cosa che gli permise di procurarsi per il 1970 un contratto per guidare una Dodge Challenger, ma la stagione si rivelò deludente. Lo stesso anno ottenne i suoi migliori risultati nell'ICM, correndo per la NART, con cui giunse quarto a Daytona e a Le Mans, risultato che migliorò nel 1971 concludendo terzo. Lo stesso anno cominciò a prendere parte a gare a ruote scoperte e debuttò in Formula 1.

### Formula 1
Posey si accordò infatti con John Surtees per partecipare al Gran Premio degli Stati Uniti 1971 e, dopo un confronto con Gijs van Lennep, gli venne concessa una vettura del team inglese. Nonostante una discreta qualifica fu autore di una brutta partenza e dopo quindici giri fu costretto al ritiro per un guasto.
Anche per il 1972 Posey, appoggiato dai suoi sponsor e dal team Champcarr, riuscì a prendere parte all'appuntamento statunitense alla guida di una Surtees TS9B. In gara concluse dodicesimo e questa rappresentò la sua ultima gara in Formula 1.

### Dopo la Formula 1
Negli stessi anni era impegnato nelle corse di Formula A, in cui ottenne alcuni successi, pur senza mai riuscire a vincere il titolo. Prese pure parte ad alcune edizioni della 500 Miglia di Indianapolis, in cui concluse quinto nel 1971.
Per il 1973 Posey era intenzionato a gareggiare in Formula 2, ma dopo alcune valutazioni di carattere tecnico e sulla sicurezza decise di correre in Formula 5000, nel campionato Indy, nell'IMSA e nella CanAm, categorie nelle quali rimase anche negli anni seguenti. Nel 1975 ottenne poi la vittoria alla 12 Ore di Sebring e svariati buoni risultati, tra cui un secondo posto a Riverside. A partire da questo periodo decise comunque di concentrarsi soprattutto sull'IMSA, tralasciando le altre serie.

### L'attività di giornalista
Nel 1980 corse le sue ultime gare, prima di dedicarsi all'attività di giornalista a partire dal 1982. Fece inoltre da comparsa nel film Il cuore come una ruota del 1983. Nel 1992 venne poi nominato presidente onorario della Pittsburgh Vintage Grand Prix. Continuò poi la sua attività di commentatore televisivo fino al 2001, anno in cui si ritirò dalle scene.

## Risultati

### Formula 1
| 1971 | Scuderia | Vettura     |  |  |  |  |  |  |  |  |  |  |     |  |  | Punti | Pos. |
| ---- | -------- | ----------- |  |  |  |  |  |  |  |  |  |  | --- |  |  | ----- | ---- |
| 1971 | Surtees  | Surtees TS9 |  |  |  |  |  |  |  |  |  |  | Rit |  |  | 0     |      |

| 1972 | Scuderia       | Vettura      |  |  |  |  |  |  |  |  |  |  |  |    |  | Punti | Pos. |
| ---- | -------------- | ------------ |  |  |  |  |  |  |  |  |  |  |  | -- |  | ----- | ---- |
| 1972 | Champcarr Inc. | Surtees TS9B |  |  |  |  |  |  |  |  |  |  |  | 12 |  | 0     |      |

| Legenda | 1º posto     | 2º posto | 3º posto    | A punti         | Senza punti/Non class.  | Grassetto – Pole position Corsivo – Giro più veloce |
| Legenda | Squalificato | Ritirato | Non partito | Non qualificato | Solo prove/Terzo pilota | Grassetto – Pole position Corsivo – Giro più veloce |

### Gare extra campionato
| Anno    | Vettura           | 1      |
| ------- | ----------------- | ------ |
| 1971    | Surtees-Chevrolet | QUE 22 |
| Legenda |                   |        |

### Sportprototipi

#### Campionato internazionale sportprototipi
| 1966 | Scuderia                | Vettura                                              | Stati Uniti (bandiera) | Stati Uniti (bandiera) | Italia (bandiera)      | Italia (bandiera)      | Belgio (bandiera) | Germania Ovest (bandiera) | Francia (bandiera)        | Italia (bandiera)         | Italia (bandiera)      | Germania Ovest (bandiera) | Svizzera (bandiera)    | Germania Ovest (bandiera) | Austria (bandiera)  |                           |
| ---- | ----------------------- | ---------------------------------------------------- | ---------------------- | ---------------------- | ---------------------- | ---------------------- | ----------------- | ------------------------- | ------------------------- | ------------------------- | ---------------------- | ------------------------- | ---------------------- | ------------------------- | ------------------- | ------------------------- |
| 1966 | Sam Posey               | Porsche 904 GTS                                      | 11                     |                        |                        |                        |                   |                           |                           |                           |                        |                           |                        |                           |                     |                           |
| 1966 | Filippo Theodoli        | Alfa Romeo Giulia TZ2                                |                        | Rit                    |                        |                        |                   |                           |                           |                           |                        |                           |                        |                           |                     |                           |
| 1966 | Prototip Bizzarrini SAL | Bizzarrini Super America Stradale A3C                |                        |                        |                        |                        |                   |                           | SQ                        |                           |                        |                           |                        |                           |                     |                           |
| 1967 | Scuderia                | Vettura                                              | Stati Uniti (bandiera) | Stati Uniti (bandiera) | Italia (bandiera)      | Belgio (bandiera)      | Italia (bandiera) | Germania Ovest (bandiera) | Francia (bandiera)        | Germania Ovest (bandiera) | Italia (bandiera)      | Regno Unito (bandiera)    | Italia (bandiera)      | Austria (bandiera)        | Svizzera (bandiera) | Germania Ovest (bandiera) |
| 1967 | Harry Theodoracopulos   | Alfa Romeo GTA                                       | Rit                    |                        |                        |                        |                   |                           |                           |                           |                        |                           |                        |                           |                     |                           |
| 1968 | Scuderia                | Vettura                                              | Stati Uniti (bandiera) | Stati Uniti (bandiera) | Regno Unito (bandiera) | Italia (bandiera)      | Italia (bandiera) | Germania Ovest (bandiera) | Belgio (bandiera)         | Stati Uniti (bandiera)    | Austria (bandiera)     | Francia (bandiera)        |                        |                           |                     |                           |
| 1968 |                         | Ford Mustang                                         | 21                     |                        |                        |                        |                   |                           |                           |                           |                        |                           |                        |                           |                     |                           |
| 1968 | Mathews Racing Team     | Ford Mustang                                         |                        | Rit                    |                        |                        |                   |                           |                           |                           |                        |                           |                        |                           |                     |                           |
| 1969 | Scuderia                | Vettura                                              | Stati Uniti (bandiera) | Stati Uniti (bandiera) | Regno Unito (bandiera) | Italia (bandiera)      | Italia (bandiera) | Belgio (bandiera)         | Germania Ovest (bandiera) | Francia (bandiera)        | Stati Uniti (bandiera) | Austria (bandiera)        |                        |                           |                     |                           |
| 1969 | NART                    | Ferrari 275 GTB/C Ferrari Dino 206 GT Ferrari 250 LM | 23                     | 36                     |                        |                        |                   |                           |                           | 8                         |                        |                           |                        |                           |                     |                           |
| 1970 | Scuderia                | Vettura                                              | Stati Uniti (bandiera) | Stati Uniti (bandiera) | Regno Unito (bandiera) | Italia (bandiera)      | Italia (bandiera) | Belgio (bandiera)         | Germania Ovest (bandiera) | Francia (bandiera)        | Stati Uniti (bandiera) | Austria (bandiera)        |                        |                           |                     |                           |
| 1970 | NART                    | Ferrari 312P Coupe Ferrari 512 S                     | 4                      | Rit                    |                        |                        |                   |                           |                           | 4                         |                        |                           |                        |                           |                     |                           |
| 1971 | Scuderia                | Vettura                                              | Argentina (bandiera)   | Stati Uniti (bandiera) | Stati Uniti (bandiera) | Regno Unito (bandiera) | Italia (bandiera) | Belgio (bandiera)         | Italia (bandiera)         | Germania Ovest (bandiera) | Francia (bandiera)     | Austria (bandiera)        | Stati Uniti (bandiera) |                           |                     |                           |
| 1971 | NART                    | Ferrari 512 S Ferrari 512M                           | 8                      | Rit                    | Rit                    |                        |                   |                           |                           |                           | 3                      |                           | Rit                    |                           |                     |                           |

#### Campionato del mondo sportprototipi
| 1972 | Scuderia                     | Vettura             | Argentina (bandiera)   | Stati Uniti (bandiera) | Stati Uniti (bandiera)    | Regno Unito (bandiera) | Italia (bandiera)      | Belgio (bandiera)         | Italia (bandiera)         | Germania Ovest (bandiera) | Francia (bandiera)     | Austria (bandiera)     | Stati Uniti (bandiera) |                        |                        |                        |                        |                           |                        |
| ---- | ---------------------------- | ------------------- | ---------------------- | ---------------------- | ------------------------- | ---------------------- | ---------------------- | ------------------------- | ------------------------- | ------------------------- | ---------------------- | ---------------------- | ---------------------- | ---------------------- | ---------------------- | ---------------------- | ---------------------- | ------------------------- | ---------------------- |
| 1972 | NART                         | Ferrari 365 GTB/4   |                        | Rit                    | 13                        |                        |                        |                           |                           |                           | 6                      |                        | Rit                    |                        |                        |                        |                        |                           |                        |
| 1973 | Scuderia                     | Vettura             | Stati Uniti (bandiera) | Italia (bandiera)      | Francia (bandiera)        | Italia (bandiera)      | Belgio (bandiera)      | Italia (bandiera)         | Germania Ovest (bandiera) | Francia (bandiera)        | Austria (bandiera)     | Stati Uniti (bandiera) |                        |                        |                        |                        |                        |                           |                        |
| 1973 | NART                         | Ferrari 365 GTB/4   |                        |                        |                           |                        |                        |                           |                           | Rit                       |                        | 14                     |                        |                        |                        |                        |                        |                           |                        |
| 1974 | Scuderia                     | Vettura             | Italia (bandiera)      | Belgio (bandiera)      | Germania Ovest (bandiera) | Italia (bandiera)      | Francia (bandiera)     | Austria (bandiera)        | Stati Uniti (bandiera)    | Francia (bandiera)        | Regno Unito (bandiera) | Sudafrica (bandiera)   |                        |                        |                        |                        |                        |                           |                        |
| 1974 | Ted Trudon Porsche Audi Inc. | Porsche Carrera RSR |                        |                        |                           |                        |                        |                           | 8                         |                           |                        |                        |                        |                        |                        |                        |                        |                           |                        |
| 1975 | Scuderia                     | Vettura             | Stati Uniti (bandiera) | Italia (bandiera)      | Francia (bandiera)        | Italia (bandiera)      | Belgio (bandiera)      | Italia (bandiera)         | Germania Ovest (bandiera) | Austria (bandiera)        | Stati Uniti (bandiera) |                        |                        |                        |                        |                        |                        |                           |                        |
| 1975 | BMW of America               | BMW 3.0 CSL         | 33                     |                        |                           |                        |                        |                           |                           |                           |                        |                        |                        |                        |                        |                        |                        |                           |                        |
| 1975 | BMW                          | BMW 3.0 CSL         |                        |                        |                           |                        |                        |                           |                           |                           | 6                      |                        |                        |                        |                        |                        |                        |                           |                        |
| 1976 | Scuderia                     | Vettura             | Italia (bandiera)      | Italia (bandiera)      | Germania Ovest (bandiera) | Italia (bandiera)      | Regno Unito (bandiera) | Italia (bandiera)         | Germania Ovest (bandiera) | Austria (bandiera)        | Italia (bandiera)      | Stati Uniti (bandiera) | Canada (bandiera)      | Francia (bandiera)     | Francia (bandiera)     | Austria (bandiera)     |                        |                           |                        |
| 1976 | Alpina                       | BMW 3.5 CSL         | 10                     | 2                      |                           |                        |                        |                           |                           |                           |                        |                        |                        |                        |                        |                        |                        |                           |                        |
| 1977 | Scuderia                     | Vettura             | Stati Uniti (bandiera) | Italia (bandiera)      | Francia (bandiera)        | Italia (bandiera)      | Regno Unito (bandiera) | Germania Ovest (bandiera) | Italia (bandiera)         | Italia (bandiera)         | Stati Uniti (bandiera) | Portogallo (bandiera)  | Francia (bandiera)     | Canada (bandiera)      | Italia (bandiera)      | Austria (bandiera)     | Regno Unito (bandiera) | Germania Ovest (bandiera) | Italia (bandiera)      |
| 1977 | BMW North America            | BMW 320i Turbo      | 40                     |                        |                           |                        |                        |                           |                           |                           |                        |                        |                        |                        |                        |                        |                        |                           |                        |
| 1978 | Scuderia                     | Vettura             | Stati Uniti (bandiera) | Stati Uniti (bandiera) | Italia (bandiera)         | Stati Uniti (bandiera) | Francia (bandiera)     | Regno Unito (bandiera)    | Germania Ovest (bandiera) | Francia (bandiera)        | Italia (bandiera)      | Stati Uniti (bandiera) | Stati Uniti (bandiera) | Italia (bandiera)      | Stati Uniti (bandiera) |                        |                        |                           |                        |
| 1978 | Grand Touring Cars Inc.      | Mirage M9           |                        |                        |                           |                        |                        |                           |                           | 10                        |                        |                        |                        |                        |                        |                        |                        |                           |                        |
| 1978 | G. H. Sharp                  | Datsun 200SX        |                        |                        |                           |                        |                        |                           |                           |                           |                        |                        |                        |                        | Rit                    |                        |                        |                           |                        |
| 1979 | Scuderia                     | Vettura             | Stati Uniti (bandiera) | Stati Uniti (bandiera) | Italia (bandiera)         | Stati Uniti (bandiera) | Francia (bandiera)     | Stati Uniti (bandiera)    | Regno Unito (bandiera)    | Germania Ovest (bandiera) | Francia (bandiera)     | Italia (bandiera)      | Stati Uniti (bandiera) | Stati Uniti (bandiera) | Belgio (bandiera)      | Regno Unito (bandiera) | Stati Uniti (bandiera) | Italia (bandiera)         | El Salvador (bandiera) |
| 1979 | Bob Sharp Racing             | Datsun 280ZX        |                        |                        |                           |                        |                        | Rit                       |                           |                           |                        |                        |                        |                        |                        |                        |                        |                           |                        |
| 1980 | Scuderia                     | Vettura             | Stati Uniti (bandiera) | Regno Unito (bandiera) | Stati Uniti (bandiera)    | Italia (bandiera)      | Italia (bandiera)      | Stati Uniti (bandiera)    | Regno Unito (bandiera)    | Germania Ovest (bandiera) | Francia (bandiera)     | Stati Uniti (bandiera) | Stati Uniti (bandiera) | Belgio (bandiera)      | Canada (bandiera)      | Stati Uniti (bandiera) | Italia (bandiera)      | Francia (bandiera)        |                        |
| 1980 | NTS Racing                   | Datsun 240Z         |                        |                        | 14                        |                        |                        | Rit                       |                           |                           |                        |                        |                        |                        | Rit                    |                        |                        |                           |                        |
| 1981 | Scuderia                     | Vettura             | Stati Uniti (bandiera) | Stati Uniti (bandiera) | Italia (bandiera)         | Italia (bandiera)      | Stati Uniti (bandiera) | Regno Unito (bandiera)    | Germania Ovest (bandiera) | Francia (bandiera)        | Italia (bandiera)      | Stati Uniti (bandiera) | Stati Uniti (bandiera) | Belgio (bandiera)      | Canada (bandiera)      | Stati Uniti (bandiera) | Regno Unito (bandiera) |                           |                        |
| 1981 | NTS Racing                   | Datsun 280ZX        | Rit                    | Rit                    |                           |                        | 13                     |                           |                           |                           |                        |                        |                        |                        |                        |                        |                        |                           |                        |
| 1981 | Z & W Enterprises            | Mazda RX-7          |                        |                        |                           |                        |                        |                           |                           |                           |                        |                        |                        |                        | 31                     |                        |                        |                           |                        |
| 1981 | Cooke Woods Racing           | Lola T600           |                        |                        |                           |                        |                        |                           |                           |                           |                        |                        |                        |                        |                        | 2                      |                        |                           |                        |

#### 24 Ore di Le Mans
| Anno | Classe  | N° | Gomme | Vettura                                                 | Squadra                    | Co-pilota                              | Giri | Pos. Assol. | Pos. di Classe |
| ---- | ------- | -- | ----- | ------------------------------------------------------- | -------------------------- | -------------------------------------- | ---- | ----------- | -------------- |
| 1966 | P +5.0  | 11 | D     | Bizzarrini Super America Stradale A3C Chevrolet 5.4L V8 | Prototipi Bizzarrini SAL   | Massimo Natili                         | 39   | SQ          | SQ             |
| 1969 | S 5.0   | 16 | G     | Ferrari 365 GTB/4 Ferrari 4.9L V12                      | NART                       | Robert "Bob" Grossman                  | -    | NP          | NP             |
| 1969 | S 5.0   | 17 | G     | Ferrari 250 LM Ferrari 3.3L V12                         | NART                       | Teodoro Zeccoli                        | 329  | 8º          | 4º             |
| 1970 | P 3.0   | 39 | G     | Ferrari 312 P Coupé Ferrari 3.0L V12                    | NART                       | Tony Adamowicz                         | -    | NP          | NP             |
| 1970 | S 5.0   | 11 | G     | Ferrari 512 S Ferrari 5.0L V12                          | NART                       | Ronald "Ronnie" Bucknum                | 313  | 4º          | 3º             |
| 1971 | S 5.0   | 12 | G     | Ferrari 512 M Ferrari 5.0L V12                          | NART                       | Tony Adamowicz                         | 366  | 3º          | 3º             |
| 1972 | GTS 5.0 | 74 | G     | Ferrari 365 GTB/4 Ferrari 4.4L V12                      | NART                       | Tony Adamowicz                         | 304  | 6º          | 2º             |
| 1973 | GTS 5.0 | 6  | G     | Ferrari 365 GTB/4 Ferrari 4.4L V12                      | NART                       | Milton "Milt" Minter                   | 254  | Rit         | Rit            |
| 1975 | TS      | 93 | D     | BMW 3.0 CSL BMW 3.5L I6                                 | Hervé Poulain              | Hervé Poulain Jean Guichet             | -    | Rit         | Rit            |
| 1976 | Gr.5    | 42 | G     | BMW 3.5 CSL BMW 3.5L I6                                 | BMW Motorsport GmbH/Alpina | Harald Grohs Hugues de Fierlant        | 299  | 10º         | 4º             |
| 1977 | S +2.0  | 11 | G     | Mirage GR8 Renault 2.0L Turbo V6                        | Grand Touring Cars Inc.    | Michel Leclère                         | 58   | Rit         | Rit            |
| 1978 | S +2.0  | 11 | G     | Mirage M9 Renault 2.0L Turbo V6                         | Grand Touring Cars Inc.    | Michel Leclère                         | 33   | Rit         | Rit            |
| 1978 | S +2.0  | 10 | G     | Mirage M9 Renault 2.0L Turbo V6                         | Grand Touring Cars Inc.    | Vernon "Vern" Schuppan Jacques Laffite | 293  | 10º         | 5º             |

#### 12 Ore di Sebring
| Anno    | Scuderia                | Costruttore | Vettura               | Numero | Categoria    | Classe  | Co-Pilota                                    | Giri | Risultato assoluto | Risultato di classe |
| ------- | ----------------------- | ----------- | --------------------- | ------ | ------------ | ------- | -------------------------------------------- | ---- | ------------------ | ------------------- |
| 1966    | Filippo Theodoli        | Alfa Romeo  | Alfa Romeo Giulia TZ2 | 64     | Sport        | S 1.6   | Harry Theodoracopulos                        | 16   | Rit                | Rit                 |
| 1969    | NART                    | Ferrari     | Ferrari Dino 206 GT   | 38     | Prototipo    | P 2.0   | Bob Dini                                     | 166  | 36º                | 10º                 |
| 1970    | NART                    | Ferrari     | Ferrari 512S Spyder   | 24     | Sport        | S 5.0   | Ronald "Ronnie" Bucknum Bert Everett         | 92   | Rit                | Rit                 |
| 1971    | NART                    | Ferrari     | Ferrari 512 S         | 23     | Sport        | S       | Ronald "Ronnie" Bucknum                      | 114  | Rit                | Rit                 |
| 1972    | NART                    | Ferrari     | Ferrari 365 GTB/4     | 21     | Gran Turismo | GT +2.5 | Tony Adamowicz                               | 199  | 13º                | 3º                  |
| 1973    | Grand Touring Cars Inc. | Ferrari     | Ferrari 365 GTB/4     | 21     | Gran Turismo | GTO     | Harley Cluxton                               | -    | NP                 | NP                  |
| 1975    | BMW Motorsport          | BMW         | BMW 3.0 CSL           | 24     | Gran Turismo | GTO     | Hans-Joachim Stuck                           | 102  | Rit                | Rit                 |
| 1975    | BMW Motorsport          | BMW         | BMW 3.0 CSL           | 25     | Gran Turismo | GTO     | Brian Redman Allan Moffat Hans-Joachim Stuck | 238  | 1º                 | 1º                  |
| 1980    | NTS Racing              | Nissan      | Datsun 240Z           | 96     | Gran Turismo | GTU     | George Alderman Fred Stiff                   | 211  | 14º                | 3º                  |
| 1981    | NTS Racing              | Nissan      | Datsun 280ZX          | 28     | Gran Turismo | GTO     | Fred Stiff                                   | 187  | Rit                | Rit                 |
| Legenda |                         |             |                       |        |              |         |                                              |      |                    |                     |

### 500 Miglia di Indianapolis
| Anno   | N° auto | Partito | Media qualifica | Finito | Giri | Giri in testa | Causa ritiro |
| ------ | ------- | ------- | --------------- | ------ | ---- | ------------- | ------------ |
| 1969   | 94      | NQ      | -               | -      | -    | 0             | /            |
| 1970   | 95      | NQ      | -               | -      | -    | 0             | /            |
| 1971   | 78      | NQ      | -               | -      | -    | 0             | /            |
| 1972   | 34      | 7º      | 184.379         | 5º     | 198  | 0             | /            |
| 1973   | 34      | NQ      | -               | -      | -    | 0             | /            |
| Totale | Totale  | Totale  | Totale          | Totale | 198  | 0             |              |

### USAC Championship Car
| Anno | Squadra         | Telaio    | Motore      | 1   | 2   | 3       | 4       | 5       | 6     | 7   | 8      | 9      | 10    | 11    | 12  | 13  | 14     | 15  | 16  | 17     | 18  | 19  | 20  | 21    | 22    | 23  | 24     | Punti | Posizione |
| ---- | --------------- | --------- | ----------- | --- | --- | ------- | ------- | ------- | ----- | --- | ------ | ------ | ----- | ----- | --- | --- | ------ | --- | --- | ------ | --- | --- | --- | ----- | ----- | --- | ------ | ----- | --------- |
| 1969 | Andy Granatelli | Lotus 56  | Plymouth    | PHX | HAN | INDY NQ | MIL     | LAN     | PPR   | CDR | NAZ    | TRE    | IRP 8 | IRP 7 | MIL | ISF | DOV    | DUQ | INF | BRN 16 | BRN | TRE | SAC | SIR 4 | SIR 3 | PHX | RSD 25 | 0     | -         |
| 1970 | Pilota privato  | -         | -           | PHX | SON | TRE     | INDY NQ | MIL     | LAN   | CDR | MCH    | IRP    | ISF   | MIL   | ONT | DUQ | INF    | SED | TRE | SAC    | PHX |     |     |       |       |     |        | 0     | -         |
| 1971 | Pilota privato  | -         | -           | RAF | RAF | PHX     | TRE     | INDY NQ | MIL   | POC | MCH    | MIL    | ONT   | TRE   | PHX |     |        |     |     |        |     |     |     |       |       |     |        | 0     | -         |
| 1972 | ChampCarr       | Eagle 72  | Offenhauser | PHX | TRE | INDY 5  | MIL     | MCH     | POC 5 | MIL | ONT 19 | TRE    | PHX   |       |     |     |        |     |     |        |     |     |     |       |       |     |        | 500   | 17º       |
| 1973 | ChampCarr       | Eagle     | Offenhauser | TWS | TRE | TRE     | INDY NQ | MIL     | POC 9 | MCH | MIL    | ONT 11 | ONT   | ONT 6 | MCH | MCH | TRE    | TWS | PHX |        |     |     |     |       |       |     |        | 0     | -         |
| 1974 | ChampCarr       | Talon MR1 | Chevrolet   | ONT | ONT | ONT     | PHX     | TRE     | INDY  | MIL | POC    | MCH    | MIL   | MCH   | TRE | TRE | PHX 13 |     |     |        |     |     |     |       |       |     |        | 0     | -         |

### NASCAR Cup Series
| Anno | Team                           | Numero | Marca | 1      | 2   | 3   | 4   | 5   | 6   | 7   | 8   | 9   | 10  | 11  | 12  | 13  | 14  | 15  | 16  | 17  | 18  | 19  | 20  | 21  | 22  | 23  | 24  | 25  | 26  | 27  | 28  | 29  | 30  | 31  | 32  | 33  | 34  | 35  | 36  | 37  | 38  | 39  | 40  | 41  | 42  | 43  | 44  | 45  | 46  | 47  | 48  | Punti | Pos. |
| ---- | ------------------------------ | ------ | ----- | ------ | --- | --- | --- | --- | --- | --- | --- | --- | --- | --- | --- | --- | --- | --- | --- | --- | --- | --- | --- | --- | --- | --- | --- | --- | --- | --- | --- | --- | --- | --- | --- | --- | --- | --- | --- | --- | --- | --- | --- | --- | --- | --- | --- | --- | --- | --- | --- | ----- | ---- |
| 1970 | Dave Schenk Dodge/Cotton Owens | 6      | Dodge | RIV 28 | DAY | DAY | DAY | RIC | ROC | SAV | ATL | BRI | ALA | WIL | COL | DAR | BEL | LAN | CHA | SMO | MAR | MIC | RIV | HIC | KIN | GRE | DAY | ALB | THO | TRE | BRI | SMO | NAS | ATL | COL | ONA | MIC | ALA | BOW | BOS | DAR | HIC | RIC | DOV | CAR | WIL | CHA | MAR | GEO | ROC | LAN | 0     | NC   |

### Campionato Can-Am
| Anno | Squadra                    | Vettura                | Motore    | 1   | 2   | 3   | 4   | 5   | 6   | 7   | 8   | 9   | 10  | 11 | Punti | Pos. |
| ---- | -------------------------- | ---------------------- | --------- | --- | --- | --- | --- | --- | --- | --- | --- | --- | --- | -- | ----- | ---- |
| 1966 | Autodynamic Corp.          | McLaren Elva Mark II   | Ford      | MON | BRI | MOS | LAG | RIV | STA |     |     |     |     |    | 0     | NC   |
| 1966 | Autodynamic Corp.          | McLaren Elva Mark II   | Ford      | 21  | 8   | Rit | Rit | 18  | Rit |     |     |     |     |    | 0     | NC   |
| 1967 | Autodynamics Corp.         | Caldwell D7            | Chevrolet | ROA | BRI | MOS | LAG | RIV | STA |     |     |     |     |    | 0     | NC   |
| 1967 | Autodynamics Corp.         | Caldwell D7            | Chevrolet | Rit | Rit | 12  | Rit | Rit | NP  |     |     |     |     |    | 0     | NC   |
| 1968 | Caldwell Autodynamics      | Caldwell D7C Lola T160 | Chevrolet | ROA | BRI | EDM | LAG | RIV | STA |     |     |     |     |    | 5     | 9º   |
| 1968 | Caldwell Autodynamics      | Caldwell D7C Lola T160 | Chevrolet | 10  | 8   | 4   | 9   | Rit | 5   |     |     |     |     |    | 5     | 9º   |
| 1971 | North American Racing Team | Ferrari 512 M          | Ferrari   | MOS | MON | ATL | WGL | MDO | ROA | BRA | EDM | LAG | RIV |    | 16    | 11º  |
| 1971 | North American Racing Team | Ferrari 512 M          | Ferrari   | 6   |     |     |     |     |     |     |     |     |     |    | 16    | 11º  |
| 1971 | Roy Woods Racing           | McLaren M8E            | Chevrolet | MOS | MON | ATL | WGL | MDO | ROA | BRA | EDM | LAG | RIV |    | 16    | 11º  |
| 1971 | Roy Woods Racing           | McLaren M8E            | Chevrolet |     |     |     |     |     | 4   |     |     |     |     |    | 16    | 11º  |
| 1972 | Vasek Polak Racing Team    | Porsche 917PA          | Porsche   | MOS | ATL | WGL | MDO | ROA | BRA | EDM | LAG | RIV |     |    | 8     | 17º  |
| 1972 | Vasek Polak Racing Team    | Porsche 917PA          | Porsche   |     |     |     |     |     |     |     | 5   | Rit |     |    | 8     | 17º  |